# توم بورغس
توم بورغس (بالإنجليزية: Tom Burgess)‏ (1 أكتوبر 1859 - 15 فبراير 1922) هو لاعب كريكت بريطاني (وحمل سابقاً جنسية المملكة المتحدة لبريطانيا العظمى وأيرلندا).